# Kontinensek és országok listája

A kontinensek száma különböző felosztás szerint

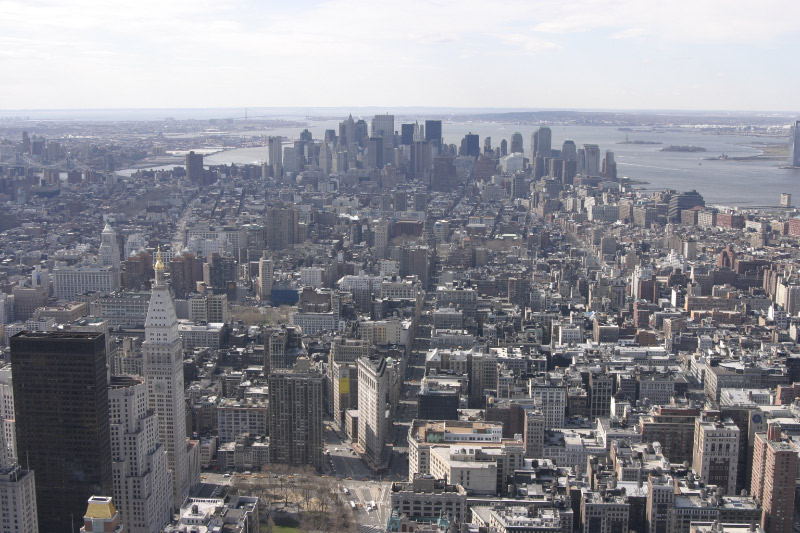
New York, a világ legerősebb gazdasági hatalmának számító USA gazdasági központja.

A Föld kontinensekre történő felosztásában nincs elfogadott konszenzus, különböző felfogások szerint a kontinensek száma 4 és 7 között van. (Lásd a jobboldali térképet!) A legmagasabb szintű területi egységek számának meghatározása a folyamatosan változó politikai helyzet miatt szintén bizonytalan – 260 körül van. A 260 területi egység közül: 193 független ország, 4 társult ország, 8 de facto ország, 1 nemzetközi terület (az Antarktisz), 3 vitatott államiságú terület, 51 pedig külbirtok (melyek közül 19 lakatlan).

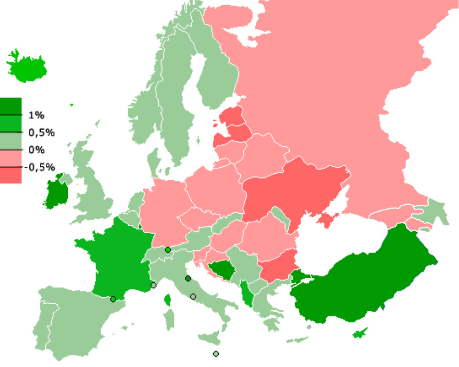
Európa népességének változása 2006-ban

A Föld legnagyobb területű és népességű kontinense Ázsia, a legnagyobb területű országa Oroszország, a legnagyobb népességű országok pedig Kína és India. A Föld legnagyobb népsűrűségű kontinense is Ázsia, a legritkábban lakott pedig Ausztrália és Óceánia. A Föld jelentősebb országai közül a legnagyobb népsűrűségűek Banglades, Tajvan, Dél-Korea és Hollandia (400 fő/km² fölött), a legkisebb népsűrűségűek pedig Nyugat-Szahara és Mongólia (2 fő/km² alatt). A Föld legnépesebb városai Tokió, New York, São Paulo és Mexikóváros, amelyek egyben Japán, az Amerikai Egyesült Államok, Brazília és Mexikó központjai is. (Bár az USA és Brazília esetében nem ezek a hivatalos fővárosok.) A Föld népessége mindenütt folyamatosan nő, kivéve a közép-európai és kelet-európai országokat, amelyek lakossága csökken.
Az egy főre eső GDP alapján – a PPP (vásárlóerő-paritás) szerint számítva – a Föld leggazdagabb kontinense Észak-Amerika (25 263 USD/fő), a Föld leggazdagabb országai pedig Luxemburg, Norvégia és az Amerikai Egyesült Államok (40 000 USD/fő fölött). A legszegényebb kontinens Afrika (2000 USD/fő), a legszegényebb országok pedig Kelet-Timor, Szomália és Malawi, amelyekben az egy főre eső éves GDP 600 USD alatti. A Föld legfőbb gazdasági hatalmai az Amerikai Egyesült Államok, az Európai Unió, Kína, Japán és Brazília. Kína ma a világ leggyorsabban fejlődő gazdasága.
Az egyes országok részletes területi, népességi és gazdasági adatait lásd a következő szócikkekben: Európa országai, Ázsia országai, Afrika országai, Észak-Amerika országai, Dél-Amerika országai, Ausztrália és Óceánia országai, az Antarktisz területei.

## A kontinensek fő adatai
| Kontinens             | Független országok száma | Társult országok száma | De facto országok száma | Vitatott területek száma | Nemzetközi terület | Külbirtokok száma | Terület (km2) | Lakosságszám (2005) | Népsűrűség (fő/km)2 | GDP/PPP (USD/fő) (2005) |
| --------------------- | ------------------------ | ---------------------- | ----------------------- | ------------------------ | ------------------ | ----------------- | ------------- | ------------------- | ------------------- | ----------------------- |
| Európa                | 44                       | 0                      | 4                       | 1                        | 0                  | 5                 | 10 395 504    | 690 000             | 66                  | 17 000                  |
| Ázsia                 | 46                       | 0                      | 3                       | 1                        | 0                  | 3                 | 44 411 230    | 3 998 000           | 128                 | 4 500                   |
| Afrika                | 53                       | 0                      | 1                       | 1                        | 0                  | 3                 | 30 368 609    | 911 000             | 30                  | 2 000                   |
| Észak-Amerika         | 23                       | 1                      | 0                       | 0                        | 0                  | 15                | 24 506 524    | 518 000             | 24                  | 25 263                  |
| Dél-Amerika           | 12                       | 0                      | 0                       | 0                        | 0                  | 1                 | 17 846 954    | 376 000             | 21                  | 7 300                   |
| Ausztrália és Óceánia | 15                       | 3                      | 0                       | 0                        | 0                  | 18                | 8 428 702     | 33 000              | 4                   | 22 647                  |
| Antarktika            | 0                        | 0                      | 0                       | 0                        | 1                  | 4                 | 13 200 000    | 0                   | 0                   | 0                       |
| Összesen              | 193                      | 4                      | 8                       | 3                        | 1                  | 49                | 125 378 019   | 8 001 000 000       | 52                  | 7 692                   |

Megjegyzések:
1. ↑  A kontinensek lakosságának és népsűrűségének forrása: USA Népszámlálási Hivatala Archiválva 2003. november 20-i dátummal a Wayback Machine-ben
2. ↑  Oroszország ázsiai részének lakossága nélkül
3. ↑  Oroszország ázsiai részének lakosságával

## Európa országai

### Független államok
- Albánia
- Andorra
- Ausztria
- Belgium
- Bosznia-Hercegovina
- Bulgária
- Csehország
- Dánia
- Egyesült Királyság
- Észtország
- Fehéroroszország
- Finnország
- Franciaország [Eu 1]
- Görögország
- Hollandia
- Horvátország
- Izland
- Írország
- Lengyelország
- Lettország
- Liechtenstein
- Litvánia
- Luxemburg
- Észak-Macedónia
- Magyarország
- Málta
- Moldova
- Monaco
- Montenegró
- Németország
- Norvégia
- Olaszország
- Oroszország [Eu 2]
- Portugália [Eu 3]
- Románia
- San Marino
- Spanyolország[Eu 4]
- Svédország
- Svájc
- Szerbia
- Szlovákia
- Szlovénia
- Ukrajna
- Vatikán

A vastagon szedett országok tagjai az Európai Uniónak.

### Kisebb európai területtel rendelkező ázsiai államok
- Azerbajdzsán[Eu 5]
- Grúzia[Eu 6]
- Kazahsztán[Eu 7]
- Törökország[Eu 8]

### Európához is sorolt egyéb ázsiai államok
- Ciprus[Eu 9]
- Örményország[Eu 10]

### Vitatott államiságú terület
- Máltai lovagrend[Eu 11]

### Függő területek
- Akrotíri és Dekélia[Eu 12]
- Feröer[Eu 13]
- Gibraltár[Eu 14]
- Guernsey[Eu 15]
- Jersey [Eu 15]
- Man-sziget [Eu 15]

### Nem elismert, de facto államok
- Észak-Ciprus[Eu 16]
- Dnyeszter Menti Köztársaság (Transznisztria)[Eu 17]
- Dél-Oszétia[Eu 18]
- Abházia [Eu 18]
- Hegyi-Karabah[Eu 19]
- Koszovó[Eu 20]